# Pierre Aliker
Pour les articles homonymes, voir Aliker (homonymie).
Pierre Aliker, né le 9 février 1907 au Lamentin (Martinique) et mort le 5 décembre 2013 à Fort-de-France à l'âge de 106 ans, est un médecin et un homme politique français de Martinique partisan de l'autonomie de l’île. Il est aussi cofondateur du Parti progressiste martiniquais.

## Biographie
Étudiant en médecine, Pierre Aliker est le premier Martiniquais interne des Hôpitaux de Paris. En 1938, titulaire d'un doctorat en médecine, spécialiste en  chirurgie, il retourne en Martinique et exerce le métier de chirurgien.
Il est le frère cadet d'André Aliker (1894-1934), journaliste du journal Justice, assassiné en 1934 dont il portait le deuil en s'habillant symboliquement de blanc.
En 1945, il s'engage en politique auprès d'Aimé Césaire, et figure sur la liste communiste conduite par ce dernier aux élections municipales à Fort-de-France. Aimé Césaire remporte brillamment les municipales et devient maire de Fort-de-France en 1945. Pierre Aliker devient logiquement l'un de ses adjoints.
Le 28 mars 1958, Pierre Aliker fonde avec Aimé Césaire un nouveau parti politique, le PPM (Parti progressiste martiniquais) dont le mot d'ordre est une région Martinique autonome dans un ensemble français décentralisé. Pierre Aliker devient le vice-président du PPM, fonction qu'il occupera jusqu'au 17e congrès du parti en 2005.
Pierre Aliker est premier adjoint au maire de Fort-de-France de 1957 à 2001.
Il est conseiller général du canton 3 de Fort-de-France de 1958 à 1970.
Pierre Aliker est également à l'origine du SICEM (Syndicat intercommunal du Centre de la Martinique) qu'il présidera de 1997 à 2001. Le SICEM devient le 27 décembre 2000 la CACEM (Communauté d'agglomération du Centre de la Martinique).
En mars 2001, après avoir dirigé la ville de Fort-de-France durant 56 ans, Aimé Césaire et Pierre Aliker annoncent qu'ils ne brigueront pas de nouveaux mandats et soutiennent Serge Letchimy, candidat PPM aux élections municipales de 2001, qui devient le nouvel édile.
Pierre Aliker a été le bras droit d'Aimé Césaire à la mairie de Fort-de-France pendant plus d'un demi-siècle. Lorsqu'on lui demande les raisons de la longévité de cette collaboration, il explique que c'est parce que nous avons comme étoile polaire une citation de Karl Marx qui dit : « Il ne faut jamais permettre que l'intérêt général soit noyé dans les eaux glacées des intérêts privés ».
Le 9 février 2007, pour ses 100 ans, la municipalité de Fort-de-France décide de baptiser le stade de Dillon à Fort-de-France (16 000 places), Stade Pierre Aliker, lui rendant ainsi hommage.
Le 20 avril 2008, dans le stade portant son nom, il rend un dernier et poignant hommage à son ami et compagnon de lutte, Aimé Césaire, lors des obsèques de ce dernier, et rappelle dignement, en présence du Président de la République et de nombreux ministres, que « les meilleurs spécialistes des affaires martiniquaises, ce sont les Martiniquais », recueillant une pluie d'applaudissements. Après son vibrant discours, il a été salué par une ovation debout.
Le 31 janvier 2009, quelques jours avant son 102e anniversaire, il épouse Marcelle Landry (1929-2011), une infirmière rencontrée soixante ans plus tôt et avec laquelle il vivait depuis. Celle-ci meurt chez elle à Redoute, le 1er avril 2011 à l’âge de 82 ans.
Le 27 octobre 2013, il est hospitalisé à la suite d'une chute à son domicile. Il meurt un mois plus tard le 5 décembre 2013 à l'hôpital de Fort-de-France à l'âge de 106 ans.

## Parcours politique
- De 1945 à 2001 : Conseiller municipal de Fort-de-France
- De 1945 à 1957 : Adjoint au maire de Fort-de-France
- De 1957 à 2001 : 1er adjoint au maire de Fort-de-France
- De 1958 à 1970 : Conseiller général du 3e canton de Fort-de-France
- De 1997 à 2001 : Président du SICEM (Syndicat intercommunal du Centre de la Martinique)